# Clarion Workshop
The Clarion Science Fiction and Fantasy Writers' Workshop, kortweg Clarion, is een zesweekse workshop voor aspirant sciencefiction- en fantasyschrijvers, in 1968 gesticht door Robin Scott Wilson naar het voorbeeld van SF-echtpaar Damon Knight en Kate Wilhelm. 
Oorspronkelijk was Clarion een vervolg op de Milford Writers' Conference, een bijeenkomst die in het huis van Knight en Wilhelm in Milford, Pennsylvania werd gehouden. De eerste workshops werden gehouden aan de Clarion Universiteit in Pennsylvania. Tegenwoordig wordt de workshop elke zomer gegeven aan de universiteit van de staat Michigan. Elke week wordt gedoceerd door een andere professionele schrijver of redacteur. 
Enkele bekende docenten uit de eerste jaren, naast Knight en Wilhelm, waren: Harlan Ellison, Roger Zelazny, Samuel R. Delany, Fritz Leiber en Frederik Pohl. Tot de succesvolle leerlingen behoren onder anderen Octavia E. Butler, Nalo Hopkinson, Vonda N. McIntyre, Kim Stanley Robinson en Bruce Sterling.
Het succes van Clarion heeft geleid tot het ontstaan van soortgelijke workshops:
- Clarion West wordt  jaarlijks in Seattle. In 2005 met docenten als Octavia E. Butler, Michael Swanwick en Connie Willis
- Clarion South in Australië. De eerste werd in 2004 gehouden in Brisbane.

De workshops in Michigan worden nu ook wel "Clarion East" genoemd.